# Fabián Carini
 (janvier 2019).
Si vous disposez d'ouvrages ou d'articles de référence ou si vous connaissez des sites web de qualité traitant du thème abordé ici, merci de compléter l'article en donnant les références utiles à sa vérifiabilité et en les liant à la section « Notes et références ».
Héctor Fabián Carini, né le 26 décembre 1979 à Montevideo en Uruguay, est un footballeur uruguayen évoluant au poste de gardien de but.

## Biographie
Carini, qui jouait avec la cantera de Danubio, fait ses débuts en Primera División à seulement 16 ans.
Après de bons débuts en Uruguay, Carini s'envole pour la Série A, et la Juventus. Il reste cependant une éternelle doublure. D'abord à la Juve, puis à l'Inter Milan, et à Cagliari.
En 1999, il fait partie de la Celeste pour jouer la Copa América. L'Uruguay parvient jusqu'en finale où elle échoue face au Brésil, mais Carini est tout de même élu meilleur gardien du tournoi.
Il fait également partie de la liste des 23 joueurs retenus pour la Coupe du monde 2002 en Corée du Sud et au Japon, mais l'Uruguay est éliminée dès le 1er tour.
Pendant deux ans, de 2002 à 2004, il est prêté en Belgique, au Standard de Liège. En deux saisons, il joue 66 matches. En décembre 2003, il inscrit un but sur penalty face au Germinal Beerschot, puis passe proche d'un doublé, mais le gardien Luciano stoppe sa deuxième tentative.
En décembre 2010, il s'est engagé en faveur du Penarol Montevideo. Laissé libre par l'Atlético Mineiro, l'ancien international uruguayen a paraphé un bail d'un an.

## Carrière
- 1997-jan. 2001 : Danubio FC  Uruguay
- jan. 2001-2004 : Juventus  Italie
- 2002-2004 : Standard de Liège (en prêt)  Belgique
- 2004-2007 : Inter Milan  Italie
- 2005-2006 : Cagliari Calcio (en prêt)  Italie
- 2007-2009 : Real Murcie  Espagne
- 2009-2010 : Clube Atlético Mineiro  Brésil
- déc. 2010 : Penarol Montevideo  Uruguay
- 2013-2014 : Sociedad Deportivo Quito  Équateur
- 2014-2017 : Club Atlético Juventud  Uruguay

## Palmarès
- Finaliste de la Copa América 1999 et 3e de la Copa América 2004 avec l'Uruguay
- Meilleur gardien de la Copa América 1999 avec l'Uruguay
- Finaliste de la Coupe du monde de football des moins de 20 ans en 1997 avec l'Uruguay U20
- Champion d'Italie en 2007 avec l'Inter Milan